# Maçarico-solitário
O maçarico-solitário (Tringa solitaria) é uma ave da família Scolopacidae. É bastante parecido com o maçarico-bique-bique, distinguindo-se sobretudo pelo uropígio escuro.
Nidifica no nordeste dos Estados Unidos da América, no Canadá e no Alasca. A sua zona de invernada situa-se principalmente na América do Sul. É uma espécie muito rara na Europa.

## Subespécies
São reconhecidas duas subespécies:
- Tringa solitaria solitaria (A. Wilson, 1813) - ocorre no Canadá, do leste da Columbia Britânica até Quebec e Labrador, no inverno migra para a região central da América do Sul.
- Tringa solitaria cinnamomea (Brewster, 1890) - ocorre no Alaska e no Canadá, de Yukon até noroeste de Manitoba e norte da Columbia Britânica; no inverno migra para a América do Sul atingindo até a Argentina. Esta subespécie é um pouco maior do que a subespécie nominal e as manchas da porção superior da ave são de coloração pardacenta, enquanto que na subespécie nominal são brancas. (Patten et al., 2003).